# Arany Trombita
Az Arany Trombita „politikai, ipari és gazdászati hetilap”, amelynek 1869 során összesen 46 száma jelent meg. A Táncsics Mihály által elindított újság a korai magyar munkásmozgalom nagy hatású folyóirata. A lap egyetlen évig állt fenn, ezalatt egyaránt szószólója volt a hazai munkásság érdekeinek, valamint az 1848–49-es forradalom és szabadságharc eszményeinek.

## A lap célja és neve
Táncsics korábban már megpróbálkozott folyóirat szerkesztésével: 1848-ban a parasztoknak, kétkezi munkásoknak szóló Munkások Újsága jelent meg, 1849-ben pedig a Forradalom című újságpótló röpiratot készítette, melyben a szabadságharc eseményeiről tudósított.
Kevés szóba foglalva tervem ez vala: mindazon hibákat megismertetni, miknél fogva Magyarország jelen állapotába sülyedt, és oly módokat javasolni, miknél fogva hatalmas, független állammá emelkedhetik.
A lap Sárosi Gyula 1849-es, Ponyvára került Arany Trombita című, a szabadságharcot dicsőítő népies költeménye után kapta nevét. Pándi Pál értelmezésében a címválasztás hangsúlyozza Táncsics politikáját, emellett aláhúzza a munkásosztály és a magyar a ’48-as forradalom szoros kapcsolatát.

## Története

### Indulása
Táncsicsot 1860-ban tüntetés szervezéséért elfogták és 15 évre ítélték; a kiegyezést követő általános amnesztia részeként csak 1867-ben, már majdnem teljesen vakon szabadult. A már 70. életévében lévő Táncsics segítőtársával, Sassy Árpáddal fogott az új lap szerkesztésébe.  Táncsicsnak szemműtétje utáni gyógyulása miatt sötét szobában kellett tartózkodnia, így a lap szerkesztését egy hónap után Sassy Árpádnak adta át.
Az ifjú ember, Sassy Árpád, kit szerkesztőül kértem föl, rövid idő alatt mellettem lévén, elveimet elsajátította, és mint még fiatal, tüzesebb vérű, de kevésbé óvatos, természetesnek gondolta mindazon kifejezéseket, miket cikkeiben használt, és valóban természetesek is voltak, annyira, hogy akármely más lapban azokon senki sem ütközött volna meg, de azokat felségsértéseknek magyarázták, csak azért, mert az Arany Trombitában voltak elmondva.

### A kaució ügye
A lapindítás szándékát 1868. december végén jelentette be Táncsics Pest város helyettes főpolgármesterének, egyúttal megígérve, hogy a kauciót is a törvényes határidő végéig a letéti hivatal rendelkezésére bocsájtja. Mivel a hivatal a kaució azonnali befizetését kérte, Táncsics ezt két saját ingatlana betáblázásával biztosította (mintegy jelzáloghitelként). A későbbiekben meginduló hivatali zaklatás egyik visszatérő eleme volt, hogy a telekkönyvi kivonatot nem fogadták el, holott azt Táncsics eljuttatta a hatóságoknak. Később azt kifogásolták, hogy az ingatlanok összértéke nem felel meg a letétbe helyezendő összegnek, a hiányzó 1040 forintot készpénzben kell pótolni.
Táncsics haladékot kért, ám Pest város fenyítő törvényszéke ekkor kitűzte a Táncsics elleni tárgyalást, sajtóvétség ügyében. A közvádló Seyfert Ede király ügyész volt, aki a lap működését a biztosíték megfizetéséig megtiltotta, Táncsicsot egy hónap fogságra és 100 forint megfizetésére ítélte. Szemműtétje utáni lábadozása miatt Táncsics 14 napi haladékot kért a büntetés letöltésének megkezdésére, amit meg is kapott.
Táncsics végül a hiányzó 1040 forintot március 21-én fizette ki, így a lap március 27-én újra megjelenhetett. A 100 forintos büntetést Jókai Mór fizette ki Táncsics helyett, egy forint híján, amit jelképesen visszatartott. A börtönbüntetését letöltő Táncsics egy hónap után egyenesen az országgyűlésbe ment, mivel időközben képviselőnek választották.
A császári és királyi Államügyészség ekkor, újra megvizsgálva az ügyet, további 315 forintnyi kauciós hátralékot állapított meg. A királyi ügyek aligazgatója, megunva a városi adminisztráció lassúságát, újabb felülvizsgálatot kért. Ennek eredményként szeptember 29-én végzésben értesítették arról, hogy a felajánlott biztosítékot elfogadták, a kaució ügye rendben van.

### Átadás az Általános Munkásegyletnek
A 25. számtól, július 3-tól Táncsics az Általános Munkásegylet tulajdonába adta a lapot. A lap szerkesztését ezután (Táncsics és Sassy mellett) egy három főből álló bizottmány látta el. Ezzel együtt korábbi alcíme (Politikai, ipar és gazdászati hetilap) Táncsics korábbi újságát idézve Munkások Újsága lett.

### A Sassy Árpád elleni eljárások
A lap felelős szerkesztőjét, Sassy Árpádot 1869. október 2-án beperelték, amiért cikkében kifogásolta, hogy a várpalota fölött az országgyűlés megnyitásakor nem a nemzeti lobogót, hanem a fekete-sárga lobogót tűzték ki. Cikkében azt is sérelmezte, hogy az országgyűlést az uralkodó, I. Ferenc József katonaruhában nyitotta meg polgári öltözet helyett. Védőügyvédje Mátyus Arisztid volt, az ügyben Sassyt felmentették.
Másodszor október 23-án fogták perbe, mivel cikkeiben tiltakozott az ellen, hogy Horváth Boldizsár igazságügyminiszter Hengelmüller Mihályt királyi táblabíróvá, Kossalko Jánost pedig pozsonyi váltó törvényszéki elnökké nevezte ki. A tiltakozás oka az volt, hogy ezek a személyek a Haynau-korszak vésztörvényszékeinek bírái voltak, így például az aradi vértanúk vagy Batthyány Lajos, Mieczysław Woroniecki kivégzésében, Táncsics Mihály és Petőfi Sándor halálra ítélésében személyes felelősségük volt. Védője Füzesséry Géza volt, az ügyben újfent felmentették.
Harmadszorra november 10-én fogták perbe: Határőrvidék című cikkében kifogásolja a Határőrvidék külön jogállását, az országtól való elszakítottságát, és hogy a király az osztrák miniszterelnökhöz, Taaffehoz fordult a határőrvidéken való intézkedés ügyében, holott ez a magyar törvényeknek és a királyi eskünek is megszegése. Védője Füzesséry Géza volt, az ügyben bűnösnek mondták ki; egy évi fogságra és 500 forint büntetésre ítélték. A bírságot Táncsics fizette ki a lap kauciójából. Sassyt börtönfogsága idején saját állítása szerint megmérgezték, több hónapos kezelés után került ki a börtönből.

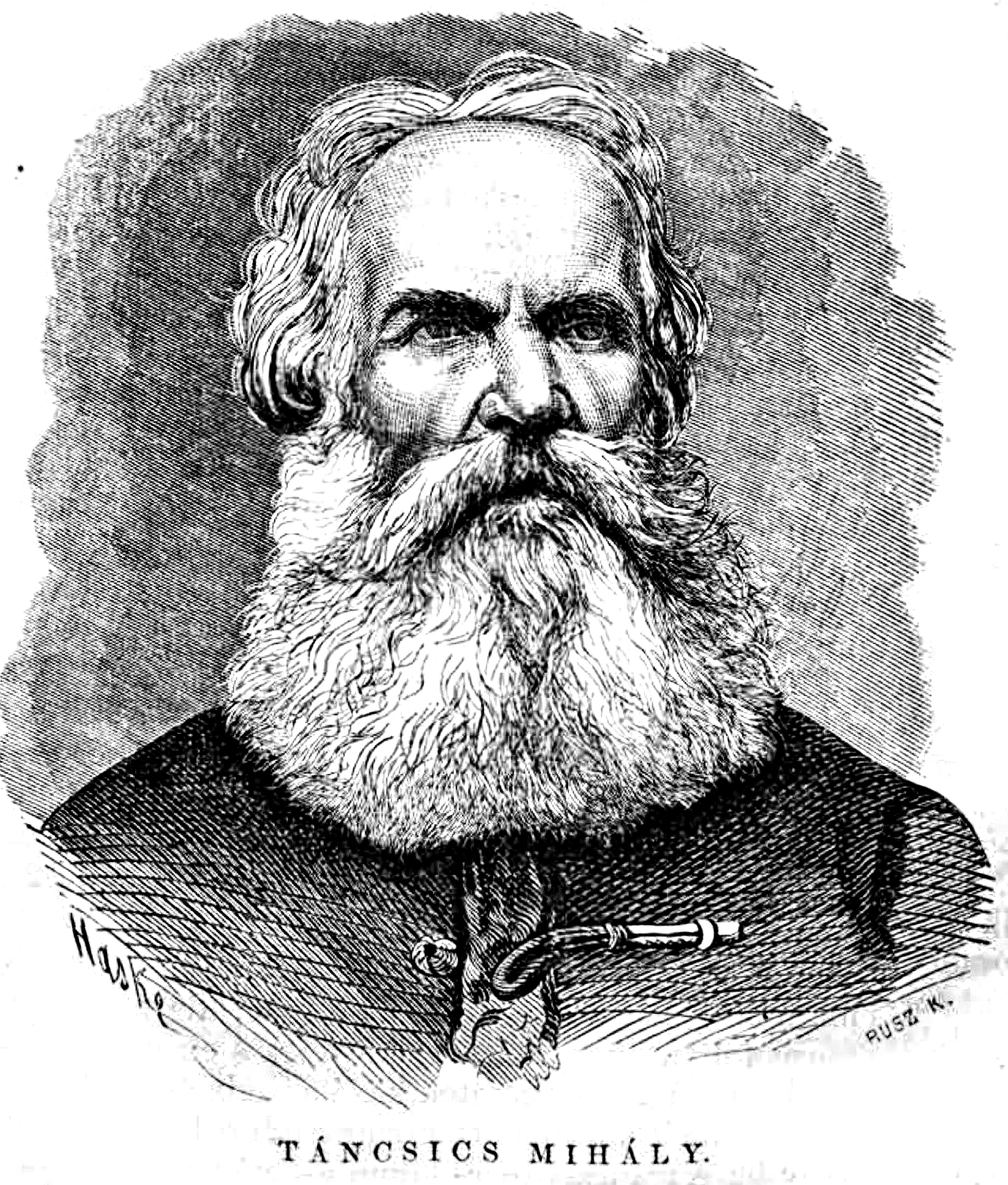
Táncsics Mihály 1868-ban

### Megszűnése
A lapot sokan és sokszor támadták, mivel végig hű maradt radikális hangneméhez, valamint a kormánnyal szembeni éles kritikához. A lapot ért támadások és anyagi nehézségek, Sassy börtönbe kerülése, valamint saját szembetegsége miatt Táncsics 1869 decemberében a lap megszüntetésére kényszerült.

## Szerzőgárda
Az újságba cikket vagy cikkeket írtak többek közt:
- Bakay Nándor,
- Ihrlinger Antal,
- Kretovics József,
- Politzer Zsigmond,
- Sassy Árpád,
- Szmolényi Nándor,
- Táncsics Mihály,
- Zágonyi György.

## Az újság szerepe a munkásmozgalomban
A kiegyezés utáni fellendülő helyzetben felélénkült a gazdasági élet, és megkezdődött a hazai munkásság megszerveződése. A külföldről hazajött, valamint idegenből idehívott munkásság lett a szocialista eszmék népszerűsítője, s külföldi példára nálunk is elindult a munkások önszerveződése. Ennek részeként alapult az Általános Munkásegylet 1868-ban.
A Munkásegyletnek nem volt saját újságja, így felkérték Táncsicsot, hogy adja át lapját. Ő a lapot ingyenesen átadta, így ezután  szerkesztőségében egy három főből álló munkásbizottmány is részt vett.  Később Táncsics Gonda Lászlóval és Sassy Árpáddal együtt belépett a Munkásegyletbe.
A lap főként lasalleánus elveket vall, magát Lasalle-t (Lasalle Ferdinánd, majd Lasalle Nándor néven) többször is említették a cikkekben. Marx és Engels szocializmusának azonban nincs jele az újságban.
Táncsicsnak is több munkásmozgalmi írása jelent meg a lapban; többek közt írt a munkások alacsony béréről, a rossz lakásviszonyokról, a magas lakbérekről, a jogfosztottságáról. „Hatalmas Magyarországért” című cikkében kifejti, hogy csak művelt munkásság képes a a haza felvirágoztatására.
Az újság a magyar munkásmozgalom első jelentős lapjává, fórumává vált. Erről Táncsics így ír:
Én nem tűztem ugyan ki célomul, hogy kiválóan a kézimunkások, vagy egyszerűen szólva munkások (iparosok) érdekében fogok tenni előbb mindent, mit bírok, hanem mindig az egész népsokaságot tartom szem előtt, és ha mégis a földmívesek iránt látszottam nagyobb előszeretettel viseltetni, ez onnét van, mert az előítéletes emberek épen ezeket tartják legalábbvalóknak a társaságban, és mert ezeknek sorsát ismerem legjobban, ezek járultak legtöbbször hozzám panasszal amiatt, hogy nekik az illető helyeken nem szolgáltatták ki az „Arany Trombitát”, holott az ő pénzük csak olyan volt, mint a másoké, de azzal mordultak rájok: minek a parasztnak újság, neki csak dolgoznia kell. A dolog természetéből folyt, hogy ennélfogva működésemnek nagyobb sikere a városokban lakó kézművesek között kezdett mutatkozni, kik nem engedték magukat a Trombita olvasásától oly könnyen visszariasztani, kiváltkép a fővárosban Budapesten tette meg határát, hol azelőtt soha sem tapasztalt munkás mozgalom keletkezett; és ezt az által is kívántam eszközölni, hogy lapomban nyilvánosságot engedtem. „Szabad sajtó” rovatot nyitván, miszerint ennek hasábjain mindennemű vélemény közöltessék. Ennek folytán az Arany Trombita a munkások általános központi közlönyévé vált: megvitatták benne mindazt, a mire nézve tisztába akartak jönni. Ekkor támadtak a hazában először különféle munkás egyletek, melyeknek megalakulásánál buzdítva, irányt adva, tevékeny részt vettem.
Az újság hasábjain elkezdődött az első szocialista munkásgyűlés megszerveződése, valamint megindultak a viták a létrehozandó szociáldemokrata párt programjáról. Foglalkoztak a tanoncoktatás helyzetével, hírt adtak a munkásmozgalom nemzetközi híreiről is. Kretovics József itt közli először a magyarországi munkásmozgalom történetének első összefoglalását.
Sassy Árpád az augusztus 21-i számban A munkásokhoz című cikkében programot is adott a munkásságnak:
A munkásság követeli: 

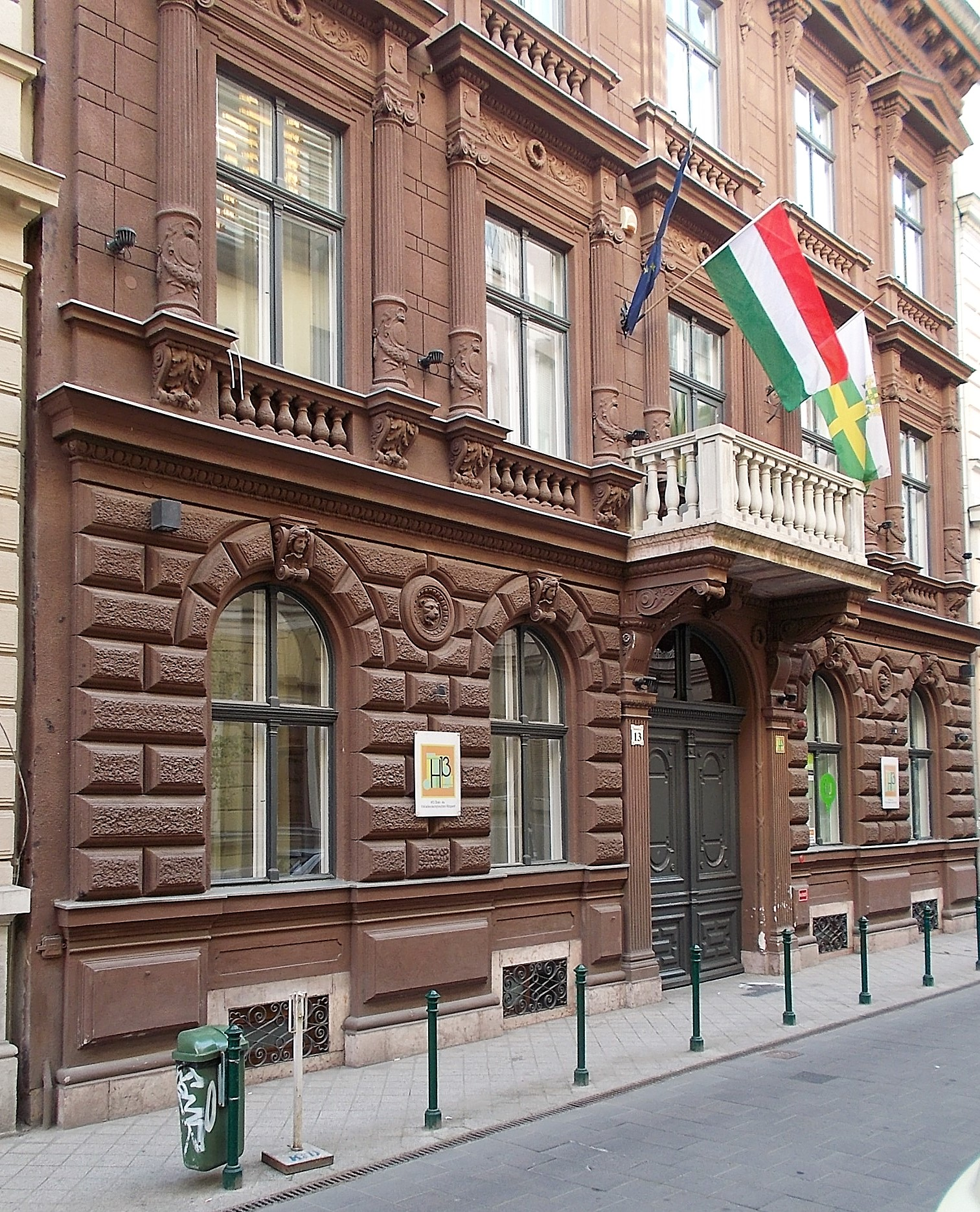
Az egykori szerkesztőségi épület, a Zerge-utca 13. szám alatti ház 2018-ban (Horánszky u. 13.)

1. Az ált. és közvetlen választójogot minden képviselőtestületbe.
2. A korlátlan egyesülési, szövetkezési jogot a szabad gyülekezéssel és szabad szólással.
3. Szabad sajtót, bélyeg, kaució és a sajtótörvények eltörlését, olyformán, hogy beperelni csak becsületsértésért lehessen valakit.
4. Az állandó hadsereg megszüntetését s helyébe
5. Az általános népfelfegyverezést.
6. Az iskoláknak az egyház kezéből való kivételét és általános tankötelezettséget ingyen tanítással, minden tanintézetben.
7. A nemzetiségek teljes egyenjogúságára fektetett és minden más országtól teljesen független Magyarországot.
8. Indítványozási jog a törvényhozó testületnél, az alkotott törvényjavaslatoknak törvénynyé emelkedése, a népnek általános és közvetlen egyenlő szavazattöbbségétől feltételező joggal.
9. Közvetlen és általános választását minden tisztviselőnek.
10. Az adó igazságosabb rendezését, a közvetett (indirekt) adó eltöröltessék és helyébe a növekedő (progressiv) adó tétessék.

11. A papirend eltörlését s a papok kezén levő javaknak a tanításügyre fordítását.
Az Arany Trombita hasábjain jelennek meg először az első magyar munkásköltő, Sárközy Szeráf Ferenc hajógyári munkás, közhonvéd versei.
Talán azért haragusznak rám a papok.

Mert prédikációjukra nem hallgatok?
Van egy papom, ki lelkemnek prédikál.

Egy leglelkesebb pap, az öreg Táncsics Mihály [...]

## A lap felépítése
A rovatok az alábbiak voltak: Megyei és községi élet, Külföld, Hírlapi szemle, Politikai újdonságok, Tárcza, Tudomány és ismeretek, Szabad sajtó, Nemzet és népgazdászat, Ipar. A Szabad sajtó rovatban rendszeresen közölték a munkásoknak a munkáltatókra panaszkodó leveleit.

## A lap utóélete
A lap sajtótörténeti ritkaságnak számít, mivel alig néhány példánya maradt az utókorra.
Pár évvel később Bényei István próbálkozott meg hasonló nevű élclap kiadásával, mely 1872. január 1-től 1875. szeptember 30-ig állt fenn.
Az Arany Trombita szerzői közül Ihrlinger és Politzer később a Munkás Heti-Krónikánál, a későbbi Népszava elődlapjánál folytatta újságírói munkásságát. Táncsics veje, Csorba Géza később a Népszava egyik szerkesztője volt.
Táncsics Mihály szülőfalujának, Ácsteszérnek a hivatalos önkormányzati újságát is Arany Trombitának hívják.